# Ruggero Po
Ruggero Po (Carpi, 9 marzo 1952) è un giornalista e conduttore radiofonico italiano.

## Biografia

### Radio Capodistria
Ruggero Po è nato a Carpi nel 1952 ed è divenuto giornalista radiofonico nel 1969 incominciando una collaborazione con Radio Capodistria (nota emittente in lingua italiana nell'allora Jugoslavia) come corrispondente dall'Italia. In questa veste seguì eventi musicali come il Festival di Sanremo, concerti rock e pop  e condusse numerose trasmissioni. Nel 1973 rappresentò l'emittente di Koper al Festival Internazionale dei Programmi Radiofonici di Ocrida, continuando poi a collaborarvi fino al 1991. In seguito raccontò che nei lunghi viaggi tra Carpi e Capodistria venne a lungo accompagnato da Augusto Daolio con la sua auto; il cantante dei Nomadi, già impegnato col lancio di Io vagabondo, lo sostenne nel suo programma radiofonico Canzoni in Transito.

### Radio Bruno
Nella seconda metà degli anni settanta fu tra i fondatori di Radio Bruno, emittente modenese divenuta poi molto nota in Emilia-Romagna e altre regioni del centro-nord Italia, coordinandone per una decina d'anni i programmi di informazione.

### Radio Rai e altre esperienze
Alla fine degli anni ottanta cominciò la collaborazione con Radio Rai e nella stagione 1987-88 fu redattore del programma Radiodue 3131 di Corrado Guerzoni, curando vari collegamenti in diretta sulle "realtà di frontiera" e firmando una delle prime inchieste sul disagio del quartiere ZEN di Palermo. Sempre per Rai Radio 2 tra il 1989 e il 1991 curò Via Emilia - Gente, nebbie, musiche e ricordi, Piccole voci - Il fascino sottile dell'etere e il programma sui giochi popolari infantili Uno la luna, due il bue, realizzato con Paolo Jorio. Fu nel 1989 che incontrò per l'ultima volta Augusto Daolio. Si trasferì definitivamente a Roma negli anni novanta.
Nel 1991 entrò a far parte della redazione del Giornale Radio Rai, assegnato al GR2 di Marco Conti.  Nel 1995 passò al GR1 dove si occupò della fascia notturna e fino al 1999 curò con Paolo Francisci il contenitore La notte dei misteri.
Dal 1999 al 2006 fu tra le voci del contenitore pomeridiano di Rai Radio 1 Baobab e delle edizioni mattutine del GR1. Successivamente fu promosso vice-caporedattore e il 5 gennaio 2010 passò alla conduzione di Radio anch'io (che aveva già condotto quando Stefano Mensurati era in ferie o in malattia) e vi rimane fino al 27 giugno 2014 lasciando il posto a Giorgio Zanchini e il 2 luglio dello stesso anno assunse la conduzione di Zapping. Conclude la propria esperienza alla radio nazionale italiana il 29 luglio 2016 conducendo per l'ultima volta Zapping, dopodiché proseguì l'attività giornalistica come freelance.  Nel 2017 entrò nel segretariato ASviS e iniziò una collaborazione con Radio Radicale con il programma "Alta Sostenibilità". 
Dal 2018 assunse la docenza di "giornalismo radiofonico"  alla Scuola di Giornalismo RadioTelevisivo di Perugia per il biennio 2018-2019.
Da gennaio 2021 è autore e conduttore di "Ristretto Italiano", breve podcast giornaliero su ciò che la stampa estera racconta dell'Italia.

## Premi
- Premio Giornalistico Biagio Agnes 2011 - sezione radiofonia